# Yvan Goll
Yvan Goll (n. 29 martie 1891 - d. 27 februarie 1950) a fost un scriitor alsacian, de limbă franceză și germană.
Numele său este legat atât de suprarealismul francez, dar și de expresionismul german.

## Opera
- 1916 – Recviem pentru morții Europei ("Requiem pour les morts de l'Europe")
- 1922 – Matusalem sau burghezul veșnic ("Mathusalem oder der ewige Bürger")
- 1924 – Grajdul lui Augias ("Der Stall des Augias")
- 1925 – Poeme de dragoste ("Poèmes d'amour")
- 1926 – Poeme de gelozie ("Poèmes de jalousie")
- 1926 – Poeme despre viață și moarte ("Poèmes de la vie et de la mort")
- 1927 – Microbul aurului ("Le microbe de l'or")
- 1936/1939 – Cântecul lui Ioan-fără-Țară ("La chanson de Jean sans Terre").